# Loi sur l'introduction de la langue bengali (1987)
Bangla Bhasha Procholon Ain, 1987 (bengali : বাংলা ভাষা প্রচলন আইন, ১৯৮৭) est une loi du gouvernement du Bangladesh visant à mettre en œuvre et à faire appliquer l'article 3 de la Constitution du Bangladesh. Il s'agit de la deuxième loi de 1987. En vertu de cette loi, tous les dossiers et correspondances, lois, procédures judiciaires et autres actions en justice doivent être rédigés en bengali dans tous les tribunaux, bureaux gouvernementaux ou semi-gouvernementaux et institutions autonomes du Bangladesh,,.
La loi est considérée comme « une mesure révolutionnaire prise par l'État » pour renforcer l'autonomie linguistique de la population et supprimer la barrière linguistique mise en place par l'autorité coloniale britannique, qui entrave l'accès de la population aux services publics et à la justice. Par conséquent, toutes les lois ultérieures de la Jatiya Sangsad ont été adoptées en bengali depuis 1987. Nonobstant la loi, l'anglais est souvent utilisé par la Cour suprême du Bangladesh, ce qui suscite le mécontentement de la population face à la violation des droits constitutionnels et démocratiques du peuple malgré les effusions de sang des martyrs du mouvement linguistique bengali,.

## Contexte

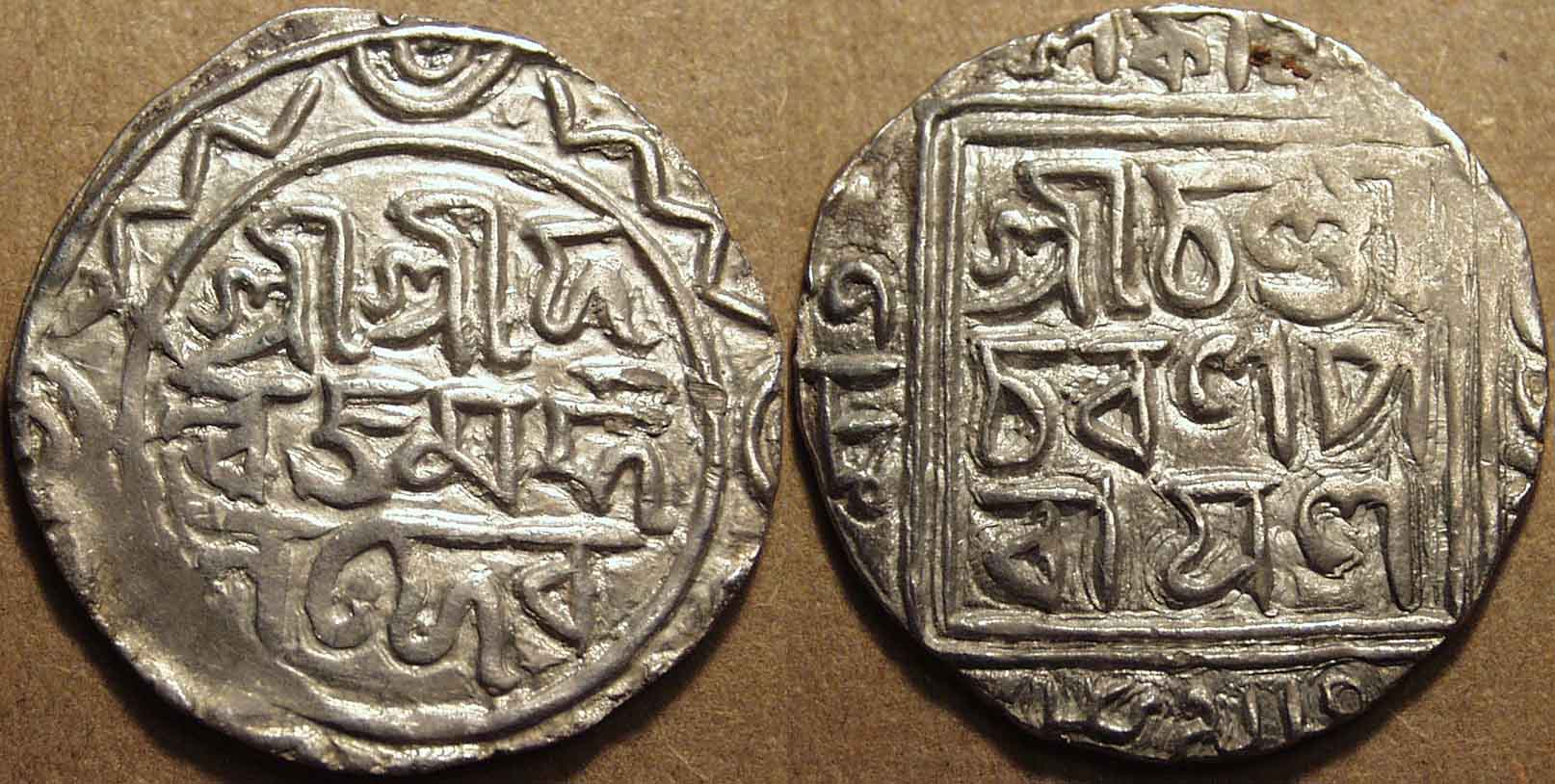
Taka en argent avec écriture bengali du Sultanat du Bengale, 1339 ère Shaka.

Le Bangladesh est un État-nation linguistique dans le monde. La langue bengali s'est développée au cours de plus de 1 300 ans et est devenue l'une des traditions littéraires les plus importantes et les plus diverses du monde. Le bengali était une langue officielle de la cour pendant le Sultanat du Bengale. Les dirigeants musulmans ont favorisé le développement littéraire en bengali. La littérature bengali, avec son histoire littéraire millénaire, s'est beaucoup développée depuis la Renaissance bengali. Le mouvement linguistique bengali de 1948 à 1956 exigeant que le bengali soit une langue officielle du Pakistan a encouragé le nationalisme bengali au Bengale oriental (rebaptisé Pakistan oriental en 1956), ce qui a conduit à l'émergence du Bangladesh en 1971. Le bengali a été adopté comme langue officielle du Pakistan avec l'ourdou dans l'article 214(1) lorsque la première constitution du Pakistan a été adoptée le 29 février 1956. En 1999, l'UNESCO a proclamé le 21 février Journée internationale de la langue maternelle en reconnaissance du mouvement linguistique bengali,.
Après la libération du Bangladesh en 1971, l'article 3 de la Constitution du Bangladesh stipule que le bengali est la seule langue officielle du pays. Avec plus de 98% des Bangladais parlant couramment le bengali comme langue maternelle, le Bangladesh est le seul pays monolingue d'Asie du Sud et le bengali est considéré comme la langue nationale de facto du Bangladesh. Le 8 mars 1987, le Gouvernement bangladais a adopté la loi de 1987 sur la mise en œuvre de la langue bengali afin de rendre obligatoire l'utilisation du bengali dans toutes les affaires intérieures, sauf dans les relations extérieures. Auparavant, le 12 mars 1975, Sheikh Mujibur Rahman, alors qu'il était président, avait ordonné dans une notification gouvernementale que toutes les activités officielles dans tous les tribunaux et bureaux gouvernementaux devaient être menées en bengali,.
Le bengali est la 6e langue en nombre de locuteurs natifs et la 7e langue en nombre total de locuteurs dans le monde,. La langue bengali est l'élément essentiel de l'identité bangladaise et lie une région culturellement variée.

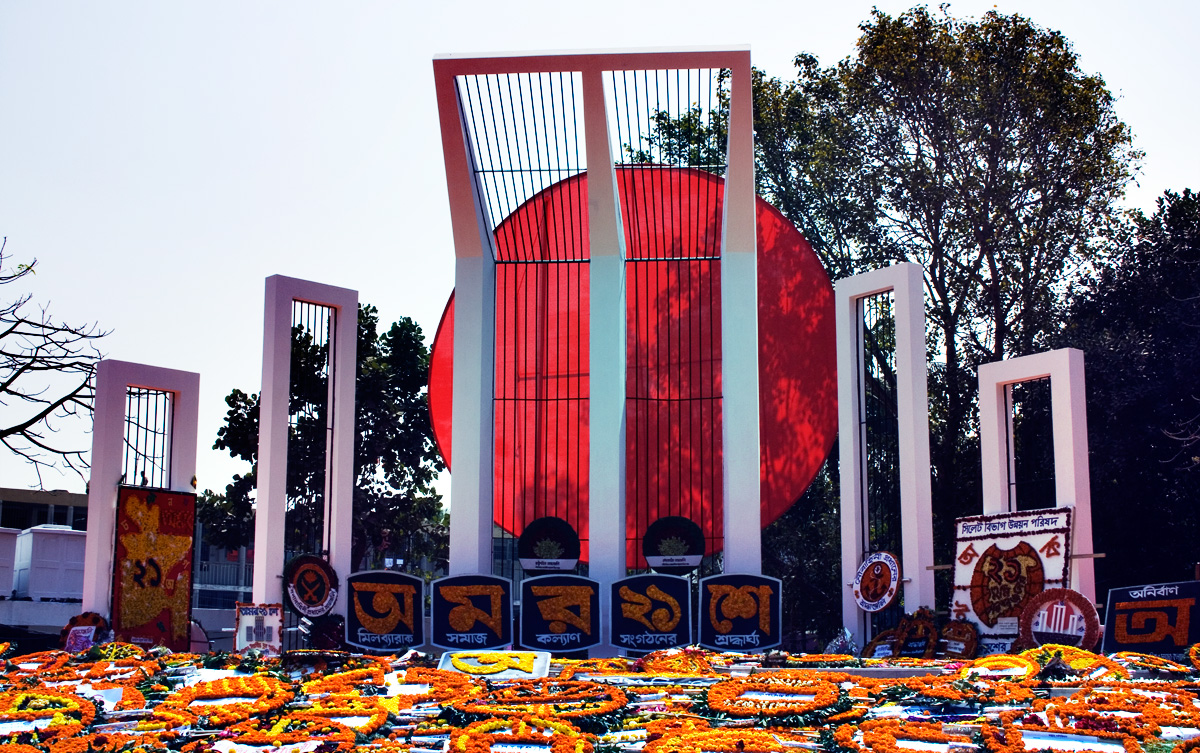
Le Shaheed Minar commémore les martyrs du mouvement linguistique bengali qui ont scarifié leur vie pour faire du bengali la langue officielle de leur pays.

## Dispositions

### Section 3
- 3 (1) Après l'entrée en vigueur de la présente loi, tous les documents et correspondances, les lois, les procédures judiciaires et autres actions en justice doivent être rédigés en bengali dans tous les tribunaux, bureaux gouvernementaux ou semi gouvernementaux et institutions autonomes du Bangladesh[3].

- 3(2) Si quelqu'un présente un appel ou une pétition à l'un des bureaux mentionnés au paragraphe 3(1) dans une langue autre que le bengali, l'appel ou la pétition sera considéré comme illégal et sans effet[3].

- 3(3) Si un fonctionnaire ou un agent du gouvernement enfreint cette loi, il sera accusé d'avoir enfreint l'ordonnance et les règles d'appel de la fonction publique du Bangladesh, et les mesures nécessaires seront prises contre lui ou elle[3].

### Section 4
- 4 Le gouvernement peut, par avis publié au journal officiel, créer et imposer les règles nécessaires à l'application de la présente loi[3].

## Mise en œuvre

### Législation et administration
À la suite de cette loi, toutes les activités législatives et administratives se déroulent en bengali depuis 1987.

### Dans l'appareil judiciaire
Dans tous les tribunaux de district, le bengali est le moyen de communication pour parler et écrire les requêtes et les verdicts ; mais à la Cour suprême, les verdicts sont souvent rendus en anglais.
Le 9 février 2011, la Commission du droit du Bangladesh (en) a recommandé que la loi soit également mise en œuvre par la Cour suprême afin de garantir un accès facile à la justice pour tous,,,,. La Commission du droit du Bangladesh a également déclaré que l'application du bengali dans tous les domaines de la vie publique serait la meilleure façon de célébrer la Journée du mouvement linguistique. Le président de la Commission de l'époque, Shah Alam, a écrit qu'en raison de l'intérêt direct de certains quartiers, le bengali n'était pas appliqué correctement devant la Cour suprême Certains ont suggéré qu'en vertu de l'article 137 du Code de procédure civile (1908) et de l'article 558 du Code de procédure pénale (1898), le gouvernement du Bangladesh peut prendre un décret rendant obligatoire l'utilisation du bengali dans les tribunaux supérieurs et inférieurs".

### Dans le secteur financier
Alors que le bengali est principalement utilisé dans les activités officielles de la Bangladesh Bank, le bengali a une présence marginale dans les banques commerciales privées au grand dam de leurs clients respectifs car la plupart d'entre eux ont des difficultés à naviguer dans leurs documents financiers en anglais,,, En 2018, la Bangladesh Bank a demandé à toutes les banques d'utiliser le bengali « dans les lettres d'approbation des prêts pour mettre en œuvre l'objectif de la loi de 1987 sur l'introduction de la langue bengali et protéger les intérêts du client »,.

### Dans d'autres domaines de la vie publique
En février 2014, à la suite d'une requête d'un avocat nommé Yunus Ali Akand devant la Haute Cour, le juge Qazi Rezaul Haque a émis une règle selon laquelle le bengali devrait être utilisé partout au Bangladesh, dans tous les bureaux, tribunaux et médias, conformément à la loi de 1987. Il a en outre demandé que le bengali soit utilisé sur les panneaux d'affichage, les panneaux routiers, les plaques d'immatriculation des véhicules à moteur et tous les médias électroniques à l'exception des hautes ambassades étrangères,. Trois mois plus tard, le Ministère de l'administration publique a ordonné à toutes les sociétés municipales et aux conseils de cantonnement d'appliquer la décision de la Haute Cour. Puis, le 23 février 2016, le ministère de l'Administration publique a donné la même instruction, mais la mise en œuvre correcte reste à voir,.

## Réception
La loi a été jugée importante pour renforcer l'autonomie linguistique de la population et éliminer l'oppression linguistique coloniale. Muhammad Habibur Rahman, ancien Président de la Cour suprême du Bangladesh, a déclaré qu'en raison de l'absence d'initiative gouvernementale appropriée, l'anglais est encore fréquemment utilisé devant la Cour suprême. Rahman a ajouté que si la justice est une vertu et un service au peuple, alors les verdicts doivent être rendus en bengali. Il a également déclaré que si le peuple du pays veut que tous les travaux de la Cour suprême se déroulent en bengali, les représentants du peuple à la Jatiya Sangsad (Parlement du Bangladesh) doivent adopter et appliquer une autre loi pour garantir l'utilisation du bengali à la Cour suprême Sheikh Hasina, le Premier ministre du Bangladesh en exercice depuis le plus longtemps, a également suggéré que les juges rendent leurs verdicts en bengali afin que chaque Bangladais puisse les lire,.